# Реактивність ядерного реактора
Реактивність — кількісна характеристика стану ядерного реактора.
Реактивність визначається, як:
{\displaystyle \rho ={\frac {k-1}{k}}},
де k — ефективний коефіцієнт розмноження нейтронів.
Для стабільної роботи ядерного реактора необхідно, щоб його реактивність дорівнювала нулю, тобто, щоб коефіцієнт розмноження нейтронів дорівнював одиниці.
При додатній реактивності — реактор розганяється, виділення енергії в ньому збільшується. При від'ємній реактивності реакція поділу згасає.
Реактивність конкретного реактора в конкретному стані залежить від багатьох факторів: рівня збагачення (та відповідно — вигоряння палива), розмірів та конструкції реактора, наявності сповільнювача і поглинача нейтронів, температури реактора, тиску тощо.
Для контролю реактивності у реакторах використовують регулюючі стрижні з високим вмістом речовини, атоми якої ефективно захоплюють нейтрони. Ці стрижні можна опускати в реактор і витягати з нього, контролюючи перебіг реакції. При завантаженні палива в реактор, чи при заміні вигорілих ТВЕЛів реактивність і поля розподілу нейтронів в реакторах розраховуються з використанням спеціальних комп'ютерних програм.